# یان کوان
یان کوان (انگلیسی: Yan Kuan؛ زادهٔ ۲۴ ژانویهٔ ۱۹۷۹) خواننده، بازیگر، و بازیگر تلویزیون اهل چین است. وی از سال ۱۹۹۹ میلادی تاکنون مشغول فعالیت بوده است.